# Ibrahim Lawani
Ibrahim Lawani (Vitry-sur-Seine, 15 settembre 2001) è un pallavolista francese, opposto del Milano.

## Carriera

### Club
La carriera di Ibrahim Lawani inizia con il club federale del CNVB, con cui partecipa nella stagione 2018-19 sia al campionato di Ligue B che a quello di Élite: con la stessa squadra nella stagione successiva debutta anche in Ligue A, oltre a proseguire l'attività con la formazione di Ligue B.
Nella stagione 2020-21 viene ingaggiato dal Paris, sempre in Ligue A: tuttavia a metà annata 2022-23 viene ceduto alla Prisma Taranto, militante nella Superlega italiana. Resta nella stessa divisione anche per il campionato successivo difendendo però i colori del Milano, rescidendo il contratto pochi mesi dopo l'inizio delle attività a causa di un infortunio; rientra in campo per la stagione 2024-25 sempre con il Milano.

### Nazionale
Nel 2018 viene convocato nella nazionale francese under 18, nel 2019 in quella under 19 e nel 2020 in quella under 20; nel 2022 fa parte della selezione under 22 con cui vince la medaglia d'argento al campionato europeo.
Nel 2022 ottiene le prime convocazioni nella nazionale maggiore.

## Palmarès

### Nazionale (competizioni minori)
- Campionato europeo under 22 2022